# Plumbaginaceae
Com distribuição predominantemente ampla, a família Plumbaginaceae  pertencente à ordem Caryophyllales possui cerca de 1000 espécies, distribuídas em 24 gêneros. No Brasil, ocorrem cerca de 2 gêneros e 2 espécies, sendo uma de cada gênero.
Trata-se de ervas (anuais ou perenes), arbustos ou lianas, com adaptações para sobreviver à ambientes  montanhosos, frios e secos, ou em ambientes salinos .
Possuem grande valor ornamental com a “bela-emília” e a “lavanda-do-mar”. Além de valor medicinal, com plantas do gênero Plumbago.

## Etimologia
A palavra Plumbago deriva do latim plumbum e significa chumbo. Algumas espécies são usadas como remédio contra intoxicação por chumbo.

## Morfologia
Podem ser ervas anuais ou perenes, arbustos ou lianas.

### Folhas
Possuem folhas simples, alternas, com margem inteira, sem estípula (às vezes pseudoestípulas) e pecíolo curto.

### Flores
Com inflorescências racemosas ou cimosas, possuem flores relativamente grandes e frequentemente vistosas, bissexuadas, actinomorfa, diclamídeas, com cálice colorido, pentâmero, gamossépalo, frequentemente com tricomas glandulosos na parte externa; corola também pentâmera, gamopétala (raramente dialipétala), às vezes protegida por bractéolas grandes e secas; estames em número igual ao das pétalas, alternissépalos (raramente epipétalos), anteras rimosas; ovário súpero, com 5 carpelos (pentacarpelar), unilocular; placentação ereta, 1 óvulo (uniovulado); estiletes livres entre si (ou apenas um).

### Frutos
Fruto aquênio, envolvido pelo cálice ou cápsula; com embrião reto e endosperma farinoso.

### No Brasil
Os gêneros nativos do Brasil podem ser diferenciados pela presença de inflorescência racemosa e estilete único em Plumbago e inflorescência cimosa e cinco estiletes em Limonium.

## Distribuição Geográfica
Plumbaginaceae]]
A família Plumbaginaceae é formada por 24 gêneros entre 650 e 1.000 espécies, e possui distribuição ampla, porém concentrada principalmente na região desde o Mediterrâneo até a Ásia Central, preferencialmente em ambientes montanhoso, frios e secos, ou na zona costeira, sob forte influência marinha.
No Brasil, foram registradas apenas duas espécies: Plumbago scandens L. e Limonium brasiliense (Boiss.) Kuntze. Estas são encontradas no litoral sul (Limonium Mill.) ou estando freqüentemente associadas à borda de Florestas de Restinga ou Floresta Atlântica (Plumbago L.) (ROCHA, 2008).

## Adaptações/Caracteres evolutivos
Espécies desta família preferem condições salinas e, na maioria das vezes, ambientes secos. Espécies de Limonium e algumas outras plantas halófitas são suculentas; também são os únicos membros da família que podem crescer em pântanos de água salgada (Hanson et al. 1994; Flowers & Colmer 2008; Ogburn & Edwards 2010 apud Mobot). Os compostos de amônia quarternário que têm sidos encontrados em praticamente todos os membros da família estão envolvidos na excreção de sal (Hanson et al. 1994, apud Mobot).

## Reprodução
As flores da família Plumbaginaceae são polinizadas por insetos (mariposas e abelhas) e o seu cálice persistente auxilia na polinização pelo vento (polinização anemófila).

## História
A família Plumbaginaceae, pertencente à ordem Caryophyllales, foi descrita em 1789 por Antoine Laurent de Jussieu (Juss) e costumava estar associada à Família Primulaceae pelo fato de ambas possuírem estames opostos às pétalas, porém esta segunda pertence à ordem Ericales.

## Importância Econômica

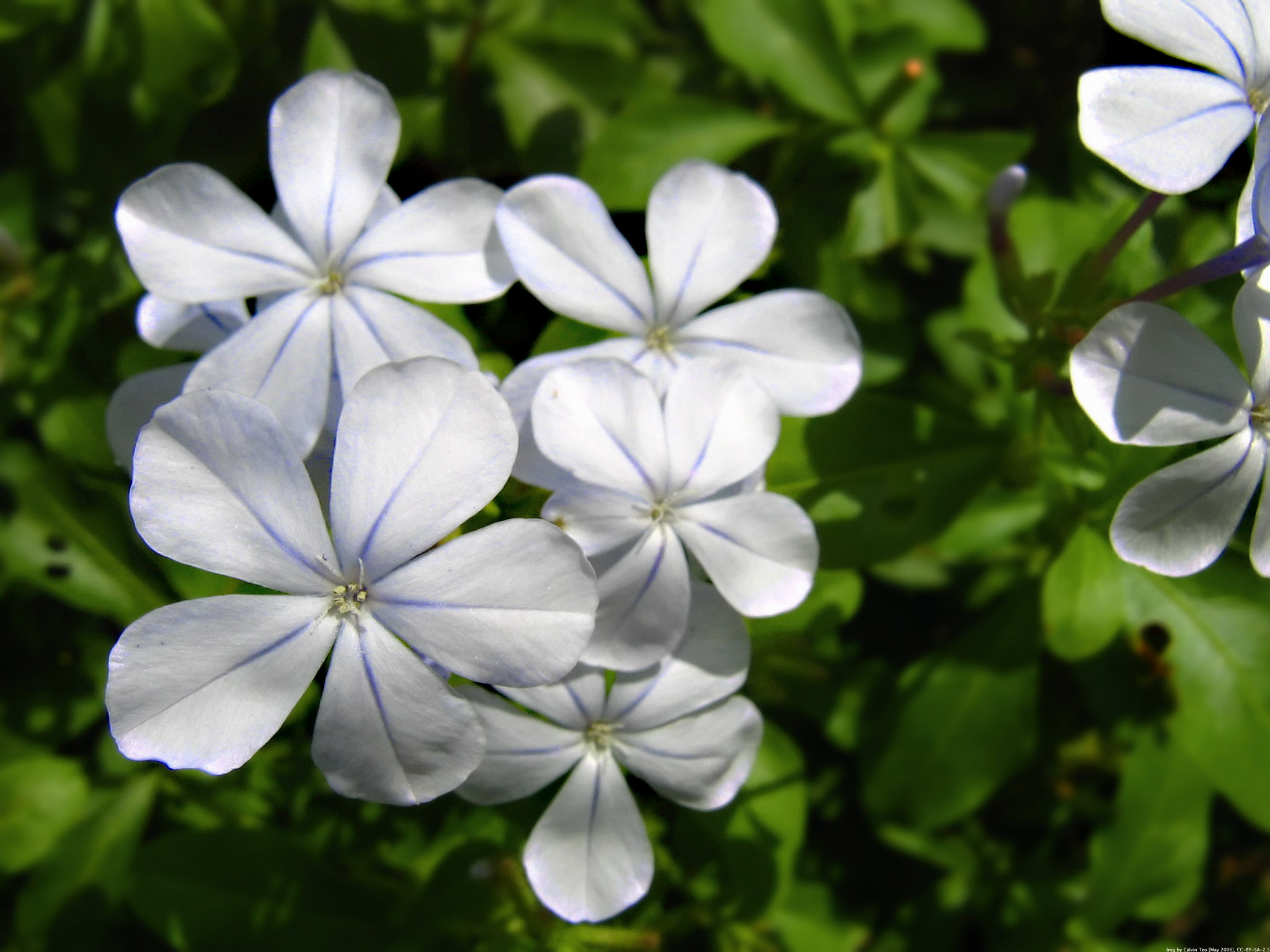
Plumbago auriculata é uma espécie de planta com flor pertencente à família Plumbaginaceae.

Algumas espécies de Plumbaginaceae são cultivadas como plantas ornamentais. É o caso da bela-emília (Plumbago auriculata), planta originária da África do Sul, ela é um arbusto com ramos prostados, utilizado para cercas vivas e como planta pendente nos muros. Além desta espécie, destacam-se também Limonium latifolium e L. sinuatum, conhecidas como lavanda-do-mar.
E, além disso, plantas do gênero Plumbago têm sido utilizadas na medicina popular como anti-reumático, purgativo, contra sífilis e dores de dente (PAIVA et al, 2002)

## Conservação
Segundo a IUCN, algumas espécies do gênero Limonium como, a Limonium strictissimum encontra-se ameaçada por fatores naturais como, seca, deslizamentos de terra e pela construção urbana, especialmente na praia de Maora. Essa espécie está inclusa no Livro Vermelho de flora ameaçada francês e também, no Livro Vermelho de flora ameaçada italiano como uma espécie criticamente ameaçada.
Há também a espécie Limonium preauxii, onde sua população está ameaçada devido à seca, pastoreio e predação. Está inclusa na Lista Vermelha espanhola e boa parte das subpopulações estão incluídas em áreas protegidas. A espécie Limonium dendroides encontra-se em decréscimo devido à predação e pastagem.  Ação de colecionadores, secas, deslizamentos de terra também são relatados como ameaçadas a seu habitat. Está também inclusa na Lista Vermelha espanhola como espécie ameaçada de extinção e no catálogo  regional de espécies protegidas das Ilhas Canárias.

## Gêneros
| - Acantholimon - Aegialitis - Armeria - Bamiania | - Buciniczea - Cephalorhizum - Ceratostigma - Chaetolimon | - Dictyolimon - Dyerophytum - Eremolimon - Ghasnianthus | - Goniolimon - Ikonnikovia - Limoniastrum - Limoniopsis | - Limonium - Meullerolimon - Neogontscharovia - Plumbagella | - Plumbago - Popoviolimon - Psylliostachys - Vassilczenkoa |

## Sinônimos
Aegialitidaceae, Armeriaceae, Limoniaceae, Staticaceae